# Jorge Escalante
Jorge Escalante Lallauri (Città del Messico, 20 luglio 1940 – 11 giugno 2007) è stato un nuotatore messicano.
Ha fatto parte del Messico che ha partecipato ai Giochi di Roma 1960, partecipando alla gara dei 100m sl, Staffetta 4×200m sl e Staffetta mista 4×100m.
Ai III Giochi panamericani, ha vinto 1 argento nella Staffetta mista 4x200m sl, e 1 bronzo nella Staffetta 4x100m misti.
Ai Giochi centramericani e caraibici ha vinto:
- 1959 1 oro nella staffetta 4×200m sl, 1 bronzo nei 100m sl
- 1962 3 ori: 100m sl, Staffetta 4×200m sl, Staffetta mista 4×100m